# Otocepheus berndhauseri
Otocepheus berndhauseri är en kvalsterart som beskrevs av Sandór Mahunka 2000. Otocepheus berndhauseri ingår i släktet Otocepheus och familjen Otocepheidae. Inga underarter finns listade i Catalogue of Life.